# في هذا الركن من العالم (فلم)
في هذا الركن من العالم (باليابانية: この世界の片隅に) فيلم أنمي ياباني من إنتاج إستديو مابا، واخراج سوناو كاتابوتشي. الفيلم مقتبس من مانغا تحمل نفس الأسم من تأليف ورسم فوميا كونو. عرض الفيلم في 12 تشرين الثاني 2016 في اليابان. تم تمويل الفيلم عبر حملة تمويلية جماعية حتى بعد وصولها إلى المبلغ المطلوب بقي المساندون بتمويلها حتى وصل المبلغ المجملي إلى 36,224,000 ين ياباني أي حوالي 291,870 دولار أمريكي وقد ساند الحملة 3,374 مساند في خلال 83 يوم.

## القصة
تدور القصة حول عائلة تعيش في حي كورشي في محافظة هيروشيما في وقت الحرب العالمية الثانية وتحديداً في الزمن الذي دمرت فيها من قبل القنابل النووية الأمريكية.

## روابط خارجية
- مقالات تستعمل روابط فنية بلا صلة مع ويكي بيانات